# Parigi-Roubaix 1907
La Parigi-Roubaix 1907, dodicesima edizione della corsa, fu disputata il 31 marzo 1907, per un percorso totale di 270 km. Fu vinta dal francese Georges Passerieu giunto al traguardo con il tempo di 8h45'00" alla media di 30,857 km/h davanti a Cyrille van Hauwaert e Louis Trousselier.
Presero il via da Chatou 56 ciclisti, 22 di essi tagliarono il traguardo di Roubaix (furono 18 francesi, 3 belgi ed 1 lussemburghese).

## Ordine d'arrivo (Top 10)
| Pos. | Corridore            | Squadra       | Tempo    |
| ---- | -------------------- | ------------- | -------- |
| 1    | Georges Passerieu    | Peugeot       | 8h45'00" |
| 2    | Cyrille van Hauwaert | La Française  | a 1'00"  |
| 3    | Louis Trousselier    | Alcyon-Dunlop | a 3'00"  |
| 4    | Gustave Garrigou     | Peugeot       | a 4'30"  |
| 5    | Augustin Ringeval    | -             | a 5'00"  |
| 6    | Émile Georget        | Peugeot       | a 15'00" |
| 7    | Léon Georget         | Peugeot       | a 21'00" |
| 8    | Henri Cornet         | Griffon       | a 28'00" |
| 9    | François Faber       | Labor-Dunlop  | a 39'00" |
| 10   | Pierre Privat        | -             | a 40'00" |